# Do while петља
Код већине програмских језика,do while петља је наредба контрола протока који извршава блок кода најмање једном, и онда непрестано извршава блок, или не, у зависности од датог логичког стања на крају блока. Имати на уму да за разлику од већине језика, Фортран-ова do петља је у ствари иста као и  for петља.
Do while конструкција се састоји од процеса симбола и услова. Прво, код унутар блока се извршава, и онда се услов процењује. Ако је услов тачан код унутар блока се извршава поново. Ово се понавља све док услов не постане нетачан. Зато што do while  петље проверавају услов након што је блок извршен, контролна структура је такође позната као и пост-тест петље. Супротно од while петље, која тестира услов пре него што се код унутар блока извршио, do-while петља је излазна-услов петља. Ово значи да се код мора увек извршити прво и онда се процењује израз или тест стања. Ако је тачно, код изршава тело петље поново. Овај процес се понавља  све док израз има тачну вредност. Ако је вредност нетачна, петља се зауставља и контролише проток до изјаве пратећи do-while петљу.
Могуће је и у неким пожељним случајевима, да се услов увек процењује као тачан, ставарући бесконачну петљу. Када је оваква петља створена намерно, обично постоји још једна контролна структура (као што је изјава прекида) која дозвољава прекид петље.
Неки језици могу користити различиту конвенцију назива за овај тип петље. На пример, језик Паскал има "repeat until" петљу, која се наставља све док контролни израз није тачан (а затим се завршава) — док "while" петља ради све док је контролни израз тачан (и зауставља се чим израз постане нетачан).

## Једнаке конструкције
```
do
 
{

   
do_work
;
  

}
 
while
 
(
condition
);

```

је једнако 
```
do_work
;

while
 
(
condition
)
 
{

   
do_work
;

}

```

На овај начин, do ... while петља чува основну петљу са  do_work();  у реду преwhileпетље.

Све док continue изјава није коришћена, ово горе је технички једнако следећем (иако ови примери нису типични или у модерном стилу):
```
while
 
(
true
)
 
{

   
do_work
;

   
if
 
(
!
condition
)
 
break
;

}

```

или
```
LOOPSTART
:

   
do_work
;

   
if
 
(
condition
)
 
goto
 
LOOPSTART
;

```

## Демонстрирање do while петљи
Ови примери програма израчунавају факторијел од 5 користећи одговарајући језик синтаксе за do-while петљу.

### ActionScript 3
```
var
 
counter
:
int
 
=
 
5
;

var
 
factorial
:
int
 
=
 
1
;

do
 
{

  
factorial
 
*=
 
counter
--;
 
/* Множи, онда опада. */

}
 
while
 
(
counter
 
>
 
0
);

trace
(
factorial
);

```

### Ада
```
with
 
Ada.Integer_Text_IO
;

procedure
 
Factorial
 
is

  
Counter
   
:
 
Integer
 
:=
 
5
;

  
Factorial
 
:
 
Integer
 
:=
 
1
;

begin

  
loop

    
Factorial
 
:=
 
Factorial
 
*
 
Counter
;

    
Counter
   
:=
 
Counter
 
-
 
1
;

    
exit
 
when
 
Counter
 
=
 
0
;

  
end
 
loop
;

  
Ada
.
Integer_Text_IO
.
Put
 
(
Factorial
);

end
 
Factorial
;

```

### Бејсик
Ранији Бејсик (као што је GW-BASIC) је користио синтаксу WHILE/WEND. Модерни Бејсик као што је  PowerBASIC обезбеђује  WHILE/WEND и DO/LOOP структуре, са синткаском DO WHILE/LOOP, DO UNTIL/LOOP, DO/LOOP WHILE, DO/LOOP UNTIL, и DO/LOOP (без спољашњег тестирања, али са условном EXIT LOOP негде унутар петље). Типични  Бејсик извор кода :
```
Dim
 
factorial
 
As
 
Integer

Dim
 
counter
 
As
 
Integer

factorial
 
=
 
1

counter
 
=
 
5

Do
 

   
factorial
 
=
 
factorial
 
*
 
counter

   
counter
 
=
 
counter
 
-
 
1

Loop
 
While
 
counter
 
>
 
0

```

### C#
```
int
 
counter
 
=
 
5
;

int
 
factorial
 
=
 
1
;

do
 

{

  
factorial
 
*=
 
counter
--
;
 
/* Множи, онда опада. */

}
 
while
 
(
counter
 
>
 
0
);

System
.
Console
.
WriteLine
(
factorial
);

```

### C
```
int
 
counter
 
=
 
5
;

int
 
factorial
 
=
 
1

do
 
{

  
factorial
 
*=
 
counter
--
;
 
/* Множи, онда опада. */

}
 
while
 
(
counter
 
>
 
0
);

printf
(
"factorial of 5 is %d
\n
"
,
 
factorial
);

```

### C++
```
int
 
counter
 
=
 
5
;

int
 
factorial
 
=
 
1
;

do
 
{

  
factorial
 
*=
 
counter
--
;

}
 
while
 
(
counter
 
>
 
0
);

std
::
cout
<<
"factorial of 5 is "
<<
factorial
<<
std
::
endl
;

```

### CFScript
```
factorial
 
=
 
1
;

count
 
=
 
10
;

do
 
{

   
factorial
 
*=
 
count
--
;

}
 
while
 
(
count
 
>
 
1
);

writeOutput
(
factorial
);

```

### D
```
int
 
counter
 
=
 
5
;

int
 
factorial
 
=
 
1
;

do
 
{

  
factorial
 
*=
 
counter
--;
 
// Множи, онда опада.

}
 
while
 
(
counter
 
>
 
0
);

writeln
(
"factorial of 5 is "
,
 
factorial
);

```

### Фортран
У застарелом FORTRAN 77 не постоји DO-WHILE конструкција али исти ефекат се може постићи са GOTO:
```
      
INTEGER 
CNT
,
FACT

      
CNT
=
5

      
FACT
=
1

    
1
 
CONTINUE

      
FACT
=
FACT
*
CNT

      
CNT
=
CNT
-
1

      
IF
 
(
CNT
.
GT
.
0
)
 
GOTO
 
1

      
PRINT
*
,
FACT

      
END

```

Са Fortran 90 и каснијим, користимо конструкцију једнакости која је поменута горе.
```
program 
FactorialProg

  
integer
 
::
 
counter
 
=
 
5

  
integer
 
::
 
factorial
 
=
 
1

  
factorial
 
=
 
factorial
 
*
 
counter

  
counter
 
=
 
counter
 
-
 
1

  
do while
 
(
counter
 
>
 
0
)

    
factorial
 
=
 
factorial
 
*
 
counter

    
counter
 
=
 
counter
 
-
 
1

  
end do

  print
 
*
,
 
factorial

end program 
FactorialProg

```

### Jава
```
int
 
counter
 
=
 
5
;

int
 
factorial
 
=
 
1
;

do
 
{

  
factorial
 
*=
 
counter
--
;
 
/* Множи, онда опада. */

}
 
while
 
(
counter
 
>
 
0
);

System
.
out
.
println
(
factorial
);

```

### Jаваскрипт
```
var
 
counter
 
=
 
5
;

var
 
factorial
 
=
 
1
;

do
 
{

    
factorial
 
*=
 
counter
--
;

}
 
while
 
(
counter
 
>
 
0
);

console
.
log
(
factorial
);

```

### PHP
```
<?php

$counter
 
=
 
5
;

$factorial
 
=
 
1
;

do
 
{

    
$factorial
 
*=
 
$counter
--
;

}
 
while
 
(
$counter
 
>
 
0
);

echo
 
$factorial
;

?>

```

### PL/I
PL/I DO изјава сажима функцију пост-тест петље (do until), the pre-test loop (do while), и for петље. Све функције могу бити укључене у једној изјави. Пример показује само"do until" синтаксу.
```
declare counter fixed initial(5);
declare factorial fixed initial(1);
do until(counter<=0);
  factorial = factorial * counter;
  counter = counter - 1;
  end;
put(factorial);
```

### Пајтон
Пајтону недостаје одређена do while конструкција контроле протока. Међутим, нешто слично може бити изведено уз помоћ while петље са прекидом .
```
counter
 
=
 
5

factorial
 
=
 
1

while
 
True
:

    
factorial
 
*=
 
counter

    
counter
 
-=
 
1

    
if
 
counter
 
==
 
0
:

        
break

print
(
factorial
)

```

### Racket
У Racket-у, као друга Scheme имплементација, "named-let" је популаран начин да се спроведе петља :
```
#
lang
 
racket

(
define
 
counter
 
5
)

(
define
 
factorial
 
1
)

(
let
 
loop
 


  
(
set!
 
factorial
 
(
*
 
factorial
 
counter
))

  
(
set!
 
counter
 
(
sub1
 
counter
))

  
(
when
 
(
>
 
counter
 
0
)
 
(
loop
)))

(
displayln
 
factorial
)

```

Упоредити ово са првим примером while петље примера за Racket.

### Руби
```
counter
 
=
 
5

factorial
 
=
 
1

begin

  
factorial
 
*=
 
counter

  
counter
 
-=
 
1

end
 
while
 
counter
 
>
 
0

puts
 
factorial

```

### Smalltalk
```
|
 counter factorial 
|

counter
 
:=
 
5
.

factorial
 
:=
 
1
.

[
counter
 
>
 
0
] 
whileTrue:
 
  [
factorial
 
:=
 
factorial
 
*
 
counter
.

  
counter
 
:=
 
counter
 
-
 
1
]
.

Transcript
 
show:
 
factorial
 
printString

```

### Свифт
Swift 2.x:
```
var
 
counter
 
=
 
5

var
 
factorial
 
=
 
1

repeat
 
{

     
factorial
 
*=
 
counter

     
counter
 
-=
 
1

}
 
while
 
counter
 
>
 
0

print
(
factorial
)

```

Swift 1.x:
```
var
 
counter
 
=
 
5

var
 
factorial
 
=
 
1

do
 
{

     
factorial
 
*=
 
counter

     
counter
 
-=
 
1

}
 
while
 
counter
 
>
 
0

println
(
factorial
)

```

### Вижуал Бејзицкс .NET
```
Dim
 
counter
 
As
 
Integer
 
=
 
5

Dim
 
factorial
 
As
 
Integer
 
=
 
1

Do

   
factorial
 
*=
 
counter

   
counter
 
-=
 
1
 

Loop
 
While
 
counter
 
>
 
0

Console
.
WriteLine
(
factorial
)

```